# Тьяго Каміло
Тьяго Каміло  (порт. Tiago Camilo, 24 травня 1982) — бразильський дзюдоїст, олімпійський медаліст.

## Виступи на Олімпіадах
| Олімпіада   | Дисципліна             | Місце |
| ----------- | ---------------------- | ----- |
| Сідней 2000 | легка категорія        | 2     |
| Пекін 2008  | напівсередня категорія | 3T    |